# Melissa Reese
Melissa Reese (Seattle, 1 de março de 1990) é uma cantora e compositora norte-americana. Alguns de seus inúmeros trabalhos incluem projetos com o músico Brain. Atualmente, ela integra a banda de hard rock Guns N' Roses.

## Carreira

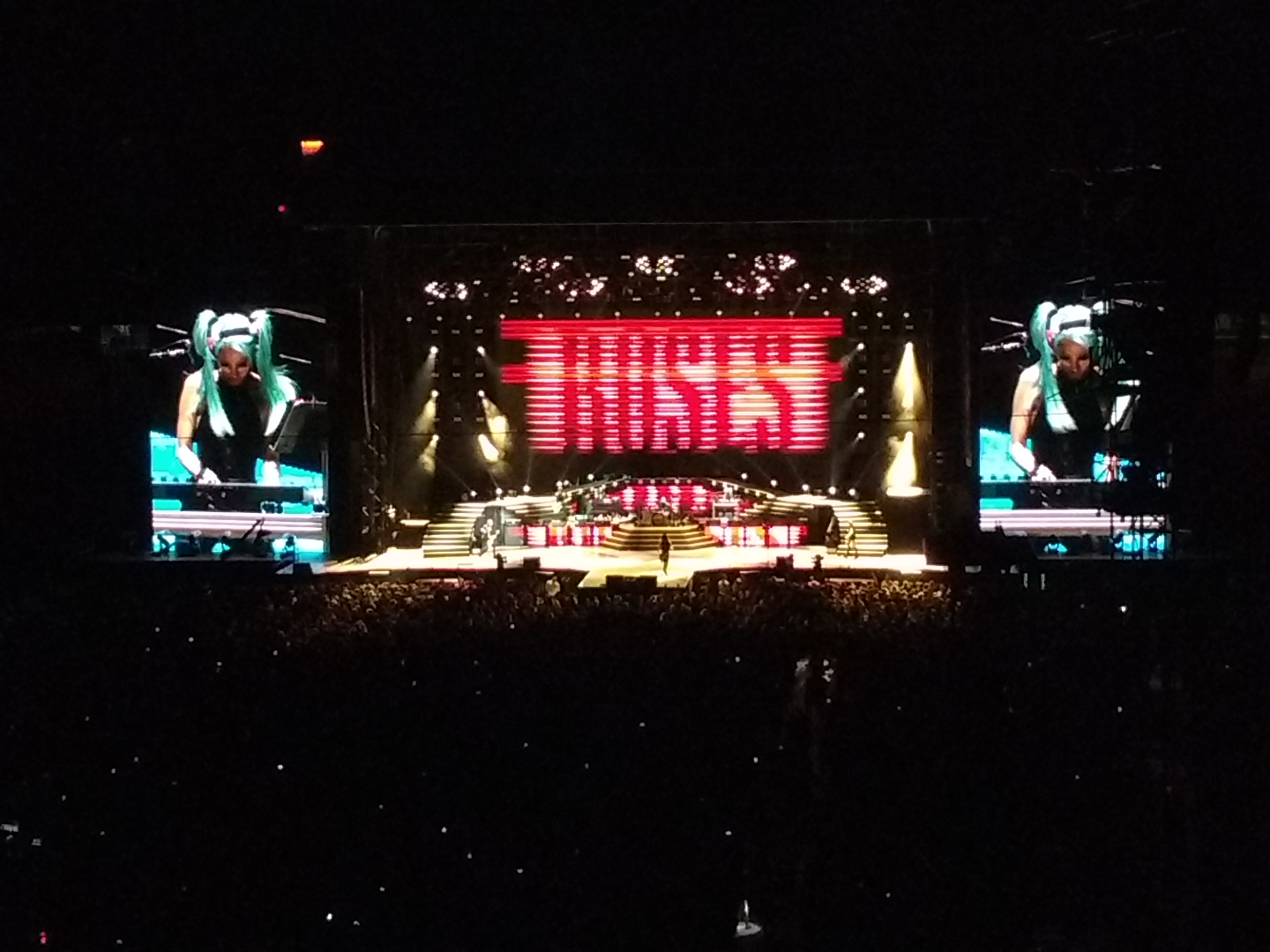
Reese se apresentando junto ao Guns N' Roses em 2016.

Reese começou a cantar e tocar piano com quatro anos de idade. Aos 17 anos, ela aprendeu a mexer com Pro Tools, Reason, e Logic Pro e passou a produzir suas próprias músicas.
Seu primeiro EP, "LISSA", foi lançado em 2007, e contou com a colaboração de Bryan Mantia e Pete Scaturro. Três canções do EP foram destaque em vários programas de TV, incluindo Gossip Girl e Keeping up with the Kardashians.
Reese tem trabalhado desde então com diversos artistas, incluindo o cantor de funk Bootsy Collins, o rapper Chuck D, a cantora Vanessa Carlton, a cantora de soul music Goapele e a cantora Taylor Swift. Além de compor, Reese também produziu para artistas como Drumma Boy.
Em Outubro de 2016, Reese cantou a música "Star Spangled Banner" (hino dos Estados Unidos)antes de um jogo dos Seattle Seahawks.

### Brain e Melissa
Reese trabalhou em diversos projetos ao lado de Bryan Mantia, formando uma equipe de compositores chamada "Brain and Melissa". Em 2010, juntamente ao Buckethead, eles lançaram o multi-CD Kind Regards e Best Regards. Brain and Melissa compuseram parte da trilha sonora do jogo Infamous 2, no qual foram nomeado por "Excelência em composição original" no prêmio Academy of Interactive Arts and Sciences. Outros jogos de videogame que a dupla compôs incluem: PlayStation Home, ModNation Racers, Twisted Metal, Fantasia: Music Evolved e Infamous: Second Son. Eles também compuseram a trilha sonora para os filmes Detention e Power/Rangers. Eles têm trabalhado com o diretor musical Joseph Kahn em diversos comerciais para a televisão, incluindo NASCAR, SEAT, e Qoros. Além disso, eles compuseram a música de um comercial de televisão de Johnnie Walker Blue no qual é mostrado o ator e mestre de artes marciais Bruce Lee feito através de computação gráfica. Eles também trabalharam em vários remixes de músicas do Chinese Democracy para um álbum de remixes planejado.

### Guns N' Roses
Reese passou a integrar a banda Guns N' Roses em 2016 como a segunda tecladista, substituindo Chris Pitman. Ela também toca sintetizador, é um vocal de apoio, e efetua todos os efeitos eletrônicos durante apresentações ao vivo. Sua primeira apresentação com a banda ocorreu na turnê Not in This Lifetime... Tour.